# Jamala
Susana Jamaladinova (tiếng Armenia: Սուսաննա Ջամալադինովա; tiếng Tatar Krym: Susana Camaladinova; tiếng Ukraina: Сусана Джамаладінова, sinh ngày 27 tháng 8 năm 1983), được biết đến nhiều hơn với tên sân khấu Jamala (tiếng Armenia: Ջամալա, tiếng Tatar Krym: Camala, tiếng Ukraina: Джамала), là một ca sĩ và nhạc sĩ sáng tác người Ukraina. Cô đã đại diện cho Ukraina tham dự và đoạt giải nhất Eurovision Song Contest 2016 với bài hát "1944".

## Tiểu sử

### Thời trẻ
Susanna Jamaladinova sinh ở Osh, Cộng hoà Xã hội chủ nghĩa Xô viết Kirghizia, trong gia đình cha là người Tatar Krym và mẹ là người Armenia. Jamala, thông qua bà cố ngoại, có mối liên hệ với người Khachaturia Aram; nhà soạn nhạc Armenia nổi tiếng nhất của thế kỷ 20. Tổ tiên bên ngoại của cô có quê từ Nagorno-Karabakh. Một vài người tổ tiên của cô đã bị buộc tái định cư đến nước cộng hòa Trung Á dưới thời Joseph Stalin. Trong thời gian bị trục xuất này, một trong những cô con gái của bà cố của cô đã chết trên tàu của một chiếc xe tải chở hàng và bị ném ra khỏi toa tàu "như rác rưởi". Khi Liên Xô tan rã và Ukraina giành được độc lập vào năm 1991, gia đình cô đã trở lại Crimea.

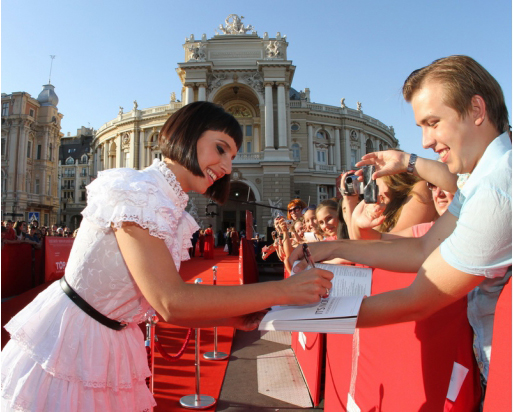
Jamala ký tên tại Liên hoan phim quốc tế Odessa năm 2012

Jamala đã thích âm nhạc từ thời thơ ấu của mình. Cô đã có bản ghi âm chuyên nghiệp đầu tiên của mình lúc 9 tuổi, cô hát 12 bài hát dân gian và bài hát trẻ em Tatar Krym. Cô đã nhập học Nhạc viện Simferopol và sau đó tốt nghiệp Học viện Âm nhạc Quốc gia Tchaikovsky của Ukraine với chuyên ngành ca sĩ opera, nhưng cô lại ưa thích sự nghiệp âm nhạc pop. Đầu năm 2011, cô đã tham gia vào vòng tuyển chọn quốc gia Ukraina cho bài hát dự thi Eurovision với bài hát "Smile". Bài hát này là một tác phẩm được nhiều người ưa thích và Jamala đã có thể giành được một điểm trong trận chung kết của cuộc thi. Tuy nhiên, cô quyết định rút lui khỏi cuộc thi.

### 2016-nay

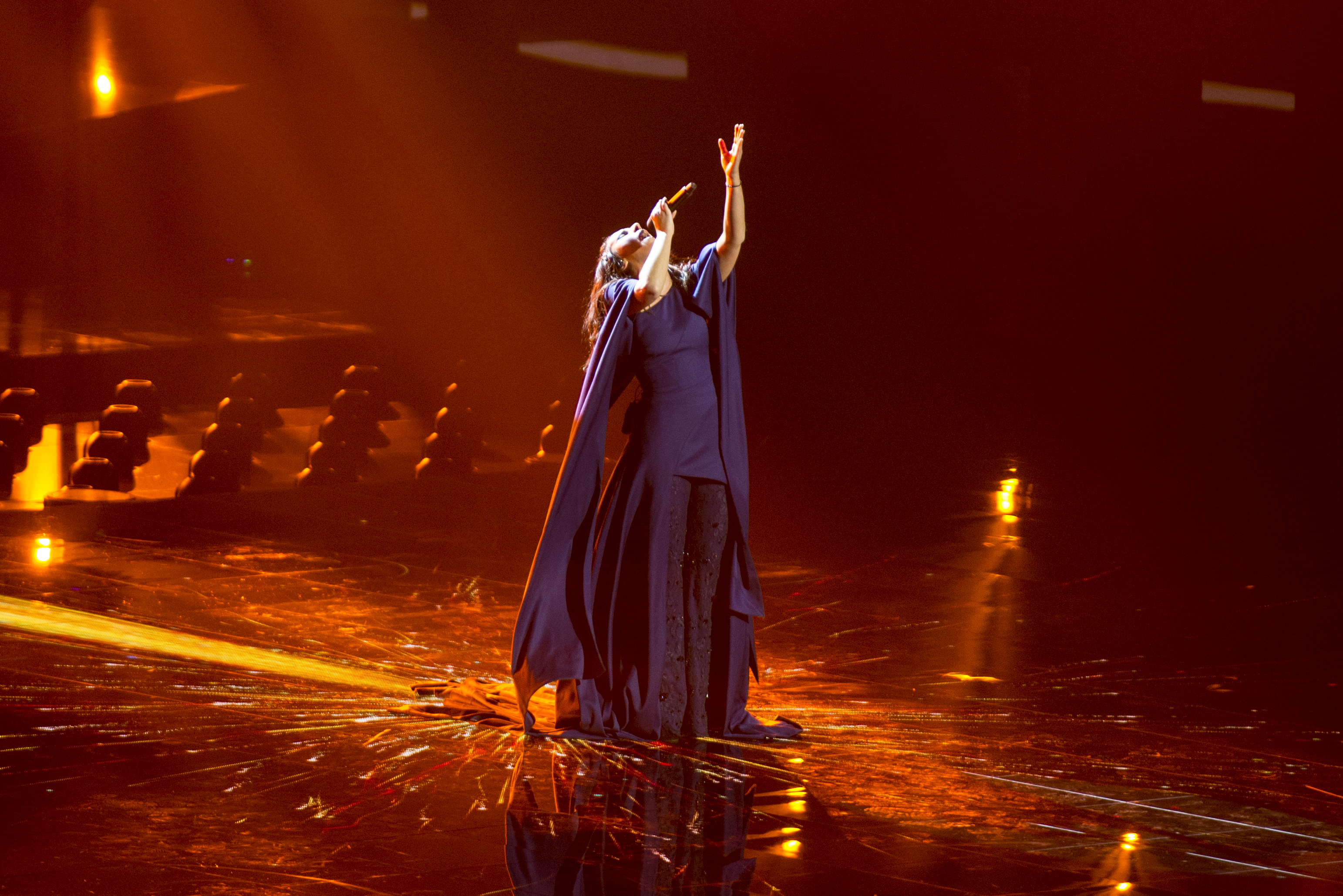
Jamala biểu diễn tại Eurovision Song Contest 2016

Jamala đại diện thành công cho Ukraine trong Eurovision Song Contest 2016 với bài hát "1944". Bài hát nói về việc trục xuất người Tatar Krym trong năm 1944 và đặc biệt là về bà cố của cô, người đã mất con gái trong khi bị trục xuất về Trung Á. Jamala đã viết lời cho bài hát mình trong năm 2014.
Trong trận bán kết thứ hai của năm 2016 Eurovision Song Contest, Jamala biểu diễn ngày 14 và lọt vào chung kết, là một trong số mười người tham gia đủ điều kiện cho vòng chung kết Grand Final. Vì sau đó người ta công bố, cô giành vị trí thứ 2, ghi được 287 điểm và giành giải bầu chọn qua điện thoại với 152 điểm. Ngày 14 tháng năm 2016, Jamala chiến thắng chung cuộc với 534 điểm.
Bài hát của Jamala về việc người Tatar Krym bị trục xuất và do đó đã bị các phương tiện truyền thông Nga và các nhà lập pháp coi là một lời chỉ trích sự sáp nhập Krym vào Nga vào năm 2014, và "cuộc chiến đang diễn ra giữa Nga và Ukraina" ở Donbass. Một số người Nga kêu gọi tẩy chay phiên bản 2017 sẽ được tổ chức trong chính Ukraina. Thượng nghị sĩ Nga Frants Klintsevich nói "chính chính trị đã đánh bại nghệ thuật".